# Universidad de Lübeck

Schleswig-Holstein

La Universidad de Lübeck es una universidad de investigación en Lübeck, en Alemania del norte cuyo enfoque centra casi enteramente en medicina y ciencias con aplicaciones en medicina. En 2006, 2009 y 2016, la Universidad de Lübeck fue rankeada Núm. 1 en medicina entre todas las  universidades en Alemania, Austria y Suiza según el CHE Hochschulranking. En Informática y Ciencia de Vida Molecular, la Universidad era rankeada Núm. 2 en la evaluación del 2009.

## General
La universidad tiene una Facultad de Medicina y una Facultad de Tecnología y Ciencias Naturales. Ofrece grados profesionales y grados doctorales (en particular, pero no sólo, Dr. med.) en medicina, licenciaturas, maestrías grados y doctorales en ciencia y disciplinas de ingeniería con aplicaciones a medicina. Desde el 2013 la universidad extendió su portafolio académico al establecer un departamento de psicología y ha sido ofrece licenciaturas y títulos de maestría en psicología desde entonces. En el semestre de invierno 2007/2008, se introdujo el PhD Informática "de programa en Medicina y Ciencias de Vida" con la fundación de la Escuela de Postgrados en Informática para Medicina y Ciencias de la Vida en la universidad.
Actualmente, la universidad cuenta con alrededor de 4,945 estudiantes, 160 Profesores y 100 conferenciantes. En el 2003 el hospital de enseñanza afiliado de la Universidad de Lübeck estuvo fusionado con el de la Universidad de Kiel al hospital de enseñanza universitario de Schleswig-Holstein, convirtiéndose en el segundo más grande en Alemania. Con un número total de personal por encima de 5,300, la Universidad de Lübeck y su hospital de enseñanza pertenece al empleador más grande de Lübeck.
En 2016, un nuevo se aperturó en el campus un nuevo centro de investigación públicamente financiado,  interdisciplinario, el "Centro para Cerebro, Comportamiento y Metabolismo" (CBBM). Él espacio consiste de laboratorios y oficinas para 33 grupos de investigación  trabajando en la intersección de biomedicina y neurociencia.
- Escuela internacional de Medios de comunicación Nuevos